# 織田鶴姬
鶴姬（日语：／ Oda Tsuruhime，（永禄10年）1567年—卒年不详）是安土桃山时代的女性。曾侍奉于織田家和豐臣家，同时也是中川秀政的正室。

## 生涯
織田信長之女，由於史料不足，因此其生母不詳。根據《織田家雜錄》的記載，在天正6年（1578年）的荒木村重討伐中，中川清秀表现优异，因此信长很高兴并将女儿嫁给秀政作为媳妇。据此，推測这门婚事是在天正六年举行。据说鶴姬在《織田家雜錄》中被记载「秀政室早世，没有孩子」，似乎是在未生子的情況下早逝。  。

## 脚注
1. ↑  『中川氏御年譜』所収「中川氏系図」
2. ↑  諏訪勝則. . 中公新書. 2016: 27.
3. 1 2  岡田, 正人 (编), , 雄山阁（日语：雄山閣）: 180, 1999, ISBN 4639016328